# Ros Altmann
Rosalind Miriam Altmann, baronne Altmann, née le 8 avril 1956, est une femme politique britannique, préoccupée notamment par les conditions de vie des personnes âgées et vulnérables au Royaume-Uni. Elle est considérée comme une des expertes britanniques sur ces conditions de vie et sur la gestion des fonds de pension. Militante, elle a été également ministre pendant quelques mois, et nommée à la Chambre des lords.

## Biographie
Née le 8 avril 1956, elle fréquente notamment l'école Henrietta Barnett à Londres. Puis elle obtient un diplôme d'économie à l'University College London et une bourse Kennedy pour étudier à l'université de Harvard où elle travaille avec des économistes tels que Mervyn King et Larry Summers. Elle obtient ensuite un doctorat de la London School of Economics pour ses recherches sur les revenus de retraite et la pauvreté chez les seniors.
Après avoir occupé un poste de cadre supérieur en gestion des investissements chez Chase Manhattan, elle devient directrice chez Rothschild Asset Management et NatWest. Son travail consiste notamment à donner des conseils sur la stratégie de fonds de pension, ainsi que des conseils aux banques centrales. Un emploi à temps plein ne lui permettant plus de passer autant de temps que souhaité avec sa jeune famille, elle devient en 1993 consultante indépendante en investissements auprès de grands groupes.
Dans les années 2000 et début des années 2010, elle milite aussi pour préserver la situation économique et les pensions des personnes âgées. Elle est nommée à la Chambre des lords à la suite des élections générales de 2015. Elle y est en tant que conservatrice, mais elle décrit son travail avant et après les élections comme étant politiquement indépendant, défendant les gens ordinaires et la justice sociale,.
De mai 2015 à juillet 2016, elle devient ministre délégué des retraites et des personnes âgées, auprès du ministère du travail, dans le dernier gouvernement de David Cameron. En septembre 2015, membre du Parti travailliste jusqu'en 2007, date à laquelle elle a quitté le parti à la suite d'un désaccord sur les droits des retraités, devenue pair et ministre conservateur, elle est expulsée du Parti travailliste dont elle était redevenue membre en mars 2014, puisqu'elle a accepté un poste de ministre au sein d'un gouvernement conservateur en plus de son entrée dans les lords. Patrick Collison, dans The Guardian, lui attribue le mérite d'avoir sauvé des avantages pour les retraités tels que les allocations de carburant pour l'hiver, les examens de la vue gratuits et les cartes de bus gratuites. En juillet 2016, à la suite de la nomination de Theresa May au poste de Premier ministre, elle doit quitter son poste ministériel.
En 2020, dans la continuité de l’attention qu’elle consacre à la situation des personnes âgées et vulnérables, elle s’inquiète durant la pandémie du Covid-19 de la situation des personnes âgées. Elle  évoque des « morts silencieuses cachées »,,.